# San Gaspar Ixchil
San Gaspar Ixchil är en kommunhuvudort i Guatemala.   Den ligger i kommunen Municipio de San Gaspar Ixchil och departementet Departamento de Huehuetenango, i den västra delen av landet, 150 km nordväst om huvudstaden Guatemala City. San Gaspar Ixchil ligger 1 589 meter över havet och antalet invånare är 551.
Terrängen runt San Gaspar Ixchil är kuperad åt sydväst, men åt nordost är den bergig. San Gaspar Ixchil ligger nere i en dal. Runt San Gaspar Ixchil är det ganska tätbefolkat, med 155 invånare per kvadratkilometer. Närmaste större samhälle är Colotenango, 2,6 km norr om San Gaspar Ixchil. I omgivningarna runt San Gaspar Ixchil växer huvudsakligen savannskog.